# Giacomo Venturoli
Giacomo Venturoli (século XVII) foi um matemático italiano.

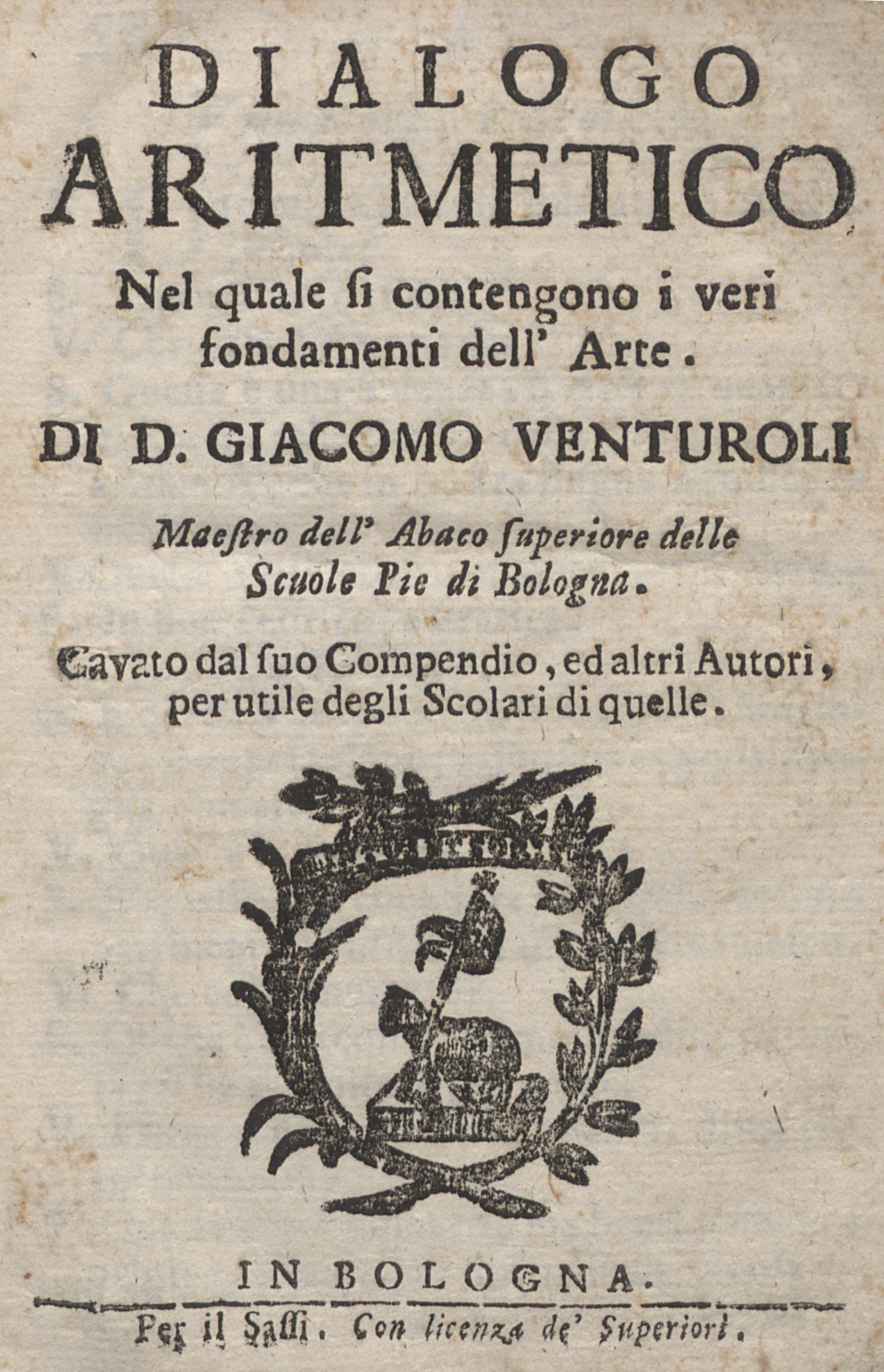
Dialogo aritmetico, 1664

## Vida
Venturoli foi um padre e lecionou aritmética. Escreveu principalmente sobre contabilidade, contribuindo para a definição e promoção dessa disciplina recém-criada. Em seu livro Scorta di economia menciona como referências as obras de Angelo Pietra e Domenico Manzoni.

## Obras
- Dialogo aritmetico. Nel quale si contengono i veri fondamenti dell'Arte (em italiano). Bologna: Clemente Maria Sassi. 1664
- Scorta di economia, ò sia dialogo di scrittura famigliare (em italiano). Bologna: Giulio Borzaghi. 1717
- Breve compendio di tutte le regole dell'aritmetica pratica aggiuntovi nuove osservazioni con tutte le regole della geometria pratica (em italiano). Bologna: Stamperia del Longhi. 1754